# Australasian Plant Pathology
Australasian Plant Pathology (AuPP) – recenzowane czasopismo naukowe publikujące w dziedzinie fitopatologii.
Tematyka pisma obejmuje wszelkie dziedziny fitopatologii, w szczególności: choroby roślin uprawnych strefy tropikalnej i umiarkowanej, choroby lasów i ekosystemów naturalnych, biologię molekularną roślin, mykologię, bakteriologię roślin, wirologię roślin, protoplazmy, nematologię roślin, entomologię roślin, biochemię, fizjologię, ekologię, genetykę, genomikę, epidemiologię, diagnostykę chorób, biokontrolę i bezpieczeństwo biologiczne.
AuPP stanowi oficjalne czasopismo Australasian Plant Pathology Society i wydawane jest przez Springer Publishing. Jest dystrybuowane na całym świecie z naciskiem na Australazję. W 2015 osiągnęło impact factor 1,041.